# Seznam armenskih režiserjev
Seznam armenskih režiserjev.

## A
- Sarik Garnikovič Andreasjan (oče spodnjega)
- Sarik Andreasjan (1984) ruski armen. rodu)

## B
- Agasi Babayan (1921 - 1995)
- Amo Bek-Nazarov (Beknazarov; Hamo Beknazarian) (1891–1965)

## D
- (Sergej Danielijan) (1958)
- Frunze Dovlatjan (1927 - 1997)

## E
- Atom Egoyan (1960)

## G
- Robert Guediguian

## H
- Nerses Hovhannisjan (1938 - 2016)
- brata Hughes (The Hughes brothers: Albert and Allen Hughes *1972) (ZDA, po materi armenskega rodu)

## K
- Edmond Keosayan
- Alek Keshishian
- Lev Kulidžanov (1924 – 2002) (ruski armen. rodu)

## M
- Henrik Malyan
- Rouben Mamoulian (arm.-ameriški)
- Anna Melikian ?
- Gennadi Melkonian
- Sergej Gerasimovič Mikaeljan (1923 – 2016) (ruski armen. rodu)
- Levon Mkrtčjan

## P
- Sarkis Paradžanjan (rus. Sergej (Sergo Josifovič) Paradžanov) (1924 – 1990) (ruski armen. rodu)
- Artavazd Peleshyan

## T
- Garine Torossian

## V
- Mi(k)hail Vartanov (1937 - 2009) (ruski armen. rodu)
- Henri Verneuil

## Z
- Steve Zaillian